# Tajiri (Osaka)
Tajiri (田尻町, Tajiri-chō) és una vila i municipi de la prefectura d'Osaka, a la regió de Kansai, Japó. Tajiri forma part del districte de Sennan i és el segon municipi més xicotet de la prefectura d'Osaka. La vila és coneguda per tindre dins del seu terme municipal una secció de l'Aeroport Internacional de Kansai.

## Geografia
El municipi de Tajiri es troba al sud-oest de la prefectura d'Osaka i forma part, juntament amb les viles de Kumatori i Misaki al districte de Sennan i, per aquesta raó, el govern prefectural té adscrita la vila a la regió de Sennan, en record a l'antiga província i al districte del qual Tajiri encara forma part. El terme municipal de Tajiri està format per dues parts geogràfiques ben diferenciades, la part que es troba a terra ferma i la que està a l'illa artificial on es troba l'Aeroport Internacional de Kansai. Tajiri limita amb els termes municipals de Sennan al sud-oest i Izumisano al nord-est, mentres que al nord limita amb la mar de Seto i la badia d'Osaka.

## Història
Fins a l'era Meiji, l'àrea on actualment es troba la vila de Tajiri va formar part de l'antiga província d'Izumi, i en concret, a la regió sud, que encara dona nom a la zona.

## Transport
Part de l'Aeroport Internacional de Kansai que dona servei a la regió del mateix nom, es troba al terme municipal de Tajiri i en concret a una illa artificial a la badia d'Osaka situada front a la costa de Tajiri. En ser aquesta illa artificial un territori compartit per altres municipis, la resta de l'aeroport també es troba dins dels termes municipals d'Izumisano i Sennan. A més de l'aeroport, com a localitat costanera Tajiri també disposa de port recreatiu.

### Ferrocarril
- Ferrocarril Elèctric Nankai
  - Estació de Yoshiminosato
  - Estació de l'Aeroport de Kansai
- Companyia de Ferrocarrils del Japó Occidental (JR West)
  - Estació de l'Aeroport de Kansai